# Иван Гълъбов
Иван Петков Гълъбов е професор по история на българския език и по славянско езикознание в Залцбургския университет (Австрия).

## Биография
Завършва славянска филология в Софийския университет през 1941 г. Специализира в Хайделберг и Берлин. Директор на Народния музей в Бургас (1951-1957). Доцент (от 1963 г.) и професор (от 1966 г.) във Великотърновския университет. Гостуващ професор в Института за славянска филология на Залцбургския университет (1967-1970). От 1970 г. – редовен професор в Залцбургския университет. От 1971 до 1978 г. е ръководител на катедрата по славянска филология в Залцбургския университет и директор на Славистичния семинар. От 1977 г. до смъртта си през 1978 г. е директор на Българския изследователски институт в Австрия.
Под негово ръководство през месец август 1959 г. при нос Калиакра е проведена първата в България експедиция по подводна археология., поради което той е признат основоположник на българската подводна археология.

## Основни трудове
- Пълна библиография на автора дават Л. Селимски и П. Попова[2]. Основни заглавия:

- Проблемът за члена в български и румънски език. София, 1962.
- Надписите към боянските стенописи = Die Inschriften an den Wandmalereien der Kirche in Bojana. София: БАН, 1963.
- Български етимологичен речник. Т. 1. София, БАН, 1971 (в съавторство)
- „Историческа диалектология и лингвистична география.“ – Български език, 1973, № 6, 504–507.
- „Приносът на епиграфския материал за решаване на лингвистични проблеми“. – Известия на Народния музей във Варна, 1976, №12, 33–47. (Съдържа името на крепостта Холъвник, дава се етимологията и на други подобни имена.)
- Старобългарски език с увод в славянското езикознание. София, Наука и изкуство, 1980.
- Избрани трудове по езикознание. София, 1987.